# Sverige i Eurovision Song Contest
Sverige deltager i Eurovision Song Contest med vinderen af Melodifestivalen. Landet debuterede i 1958 og har vundet syv gange, i 1974, 1984, 1991, 1999, 2012, 2015 og  2023.
Værtsbyerne for konkurrencen har gennem tiderne været Stockholm (1975, 2000 og i 2016), Göteborg (1985), Malmö (1992, 2013 og 2024).
Efter den syvende sejr i 2023 er Sverige lige nu det land med flest førstepladser sammen med Irland. 
Sverige har kun fået to sidstepladser: i 1963 og 1977.
Sidst Sverige ikke nåede finalen var i 2010. Det er første og eneste gang indtil videre siden semifinalerne blev introduceret.

## Repræsentanter
Nøgle
     Vinder
     Anden plads
     Tredje plads
     Sidste plads
     Deltager valgt, men konkurrerede ikke
| År                 | Kunstner                          | Sang                                  | Sprog           | Oversættelse                                 | Finale             | Point              | Semi                        | Point                       |
| ------------------ | --------------------------------- | ------------------------------------- | --------------- | -------------------------------------------- | ------------------ | ------------------ | --------------------------- | --------------------------- |
| 1958               | Alice Babs                        | "Lilla stjärna"                       | Svensk          | Lille stjerne                                | 4                  | 10                 | Ingen semifinaler           | Ingen semifinaler           |
| 1959               | Brita Borg                        | "Augustin"                            | Svensk          | —                                            | 9                  | 4                  | Ingen semifinaler           | Ingen semifinaler           |
| 1960               | Siw Malmkvist                     | "Alla andra får varann"               | Svensk          | Alle andre får en                            | 10                 | 4                  | Ingen semifinaler           | Ingen semifinaler           |
| 1961               | Lill-Babs                         | "April, April"                        | Svensk          | —                                            | 14                 | 2                  | Ingen semifinaler           | Ingen semifinaler           |
| 1962               | Inger Berggren                    | "Sol och vår"                         | Svensk          | Sol og forår                                 | 7                  | 4                  | Ingen semifinaler           | Ingen semifinaler           |
| 1963               | Monica Zetterlund                 | "En gång i Stockholm"                 | Svensk          | Engang i Stockholm                           | 13                 | 0                  | Ingen semifinaler           | Ingen semifinaler           |
| Deltog ikke i 1964 |                                   |                                       |                 |                                              |                    |                    |                             |                             |
| 1965               | Ingvar Wixell                     | "Absent Friend"                       | Engelsk         | Fraværende ven                               | 10                 | 6                  | Ingen semifinaler           | Ingen semifinaler           |
| 1966               | Lill Lindfors og Svante Thuresson | "Nygammal vals"                       | Svensk          | Nygammel vals                                | 2                  | 16                 | Ingen semifinaler           | Ingen semifinaler           |
| 1967               | Östen Warnerbring                 | "Som en dröm"                         | Svensk          | Som en drøm                                  | 8                  | 7                  | Ingen semifinaler           | Ingen semifinaler           |
| 1968               | Claes-Göran Hederström            | "Det börjar verka kärlek, banne mig"  | Svensk          | Det begynder at ligne kærlighed, forband mig | 5                  | 15                 | Ingen semifinaler           | Ingen semifinaler           |
| 1969               | Tommy Körberg                     | "Judy min vän"                        | Svensk          | Judy min ven                                 | 9                  | 8                  | Ingen semifinaler           | Ingen semifinaler           |
| Deltog ikke i 1970 |                                   |                                       |                 |                                              |                    |                    |                             |                             |
| 1971               | Family Four                       | "Vita vidder"                         | Svensk          | Hvide vidder                                 | 6                  | 85                 | Ingen semifinaler           | Ingen semifinaler           |
| 1972               | Family Four                       | "Härliga sommardag"                   | Svensk          | Skøn sommerdag                               | 13                 | 75                 | Ingen semifinaler           | Ingen semifinaler           |
| 1973               | Nova & The Dolls                  | "You're Summer"                       | Engelsk         | Du er sommer                                 | 5                  | 94                 | Ingen semifinaler           | Ingen semifinaler           |
| 1974               | ABBA                              | "Waterloo"                            | Engelsk         | —                                            | 1                  | 24                 | Ingen semifinaler           | Ingen semifinaler           |
| 1975               | Lasse Berghagen & The Dolls       | "Jennie, Jennie"                      | Engelsk         | —                                            | 8                  | 72                 | Ingen semifinaler           | Ingen semifinaler           |
| Deltog ikke i 1976 |                                   |                                       |                 |                                              |                    |                    |                             |                             |
| 1977               | Forbes                            | "Beatles"                             | Svensk          | —                                            | 18                 | 2                  | Ingen semifinaler           | Ingen semifinaler           |
| 1978               | Björn Skifs                       | "Det blir alltid värre framåt natten" | Svensk          | Det bliver altid værre om natten             | 14                 | 26                 | Ingen semifinaler           | Ingen semifinaler           |
| 1979               | Ted Gärdestad                     | "Satellit"                            | Svensk          | —                                            | 17                 | 8                  | Ingen semifinaler           | Ingen semifinaler           |
| 1980               | Tomas Ledin                       | "Just nu!"                            | Svensk          | Lige nu!                                     | 10                 | 47                 | Ingen semifinaler           | Ingen semifinaler           |
| 1981               | Björn Skifs                       | "Fångad i en dröm"                    | Svensk          | Fanget i en drøm                             | 10                 | 50                 | Ingen semifinaler           | Ingen semifinaler           |
| 1982               | Chips                             | "Dag efter dag"                       | Svensk          | —                                            | 8                  | 67                 | Ingen semifinaler           | Ingen semifinaler           |
| 1983               | Carola                            | "Främling"                            | Svensk          | Fremmed                                      | 3                  | 126                | Ingen semifinaler           | Ingen semifinaler           |
| 1984               | Herreys                           | "Diggi-loo diggi-ley"                 | Svensk          | —                                            | 1                  | 145                | Ingen semifinaler           | Ingen semifinaler           |
| 1985               | Kikki Danielsson                  | "Bra vibrationer"                     | Svensk          | Gode vibrationer                             | 3                  | 103                | Ingen semifinaler           | Ingen semifinaler           |
| 1986               | Monica Törnell & Lasse Holm       | "E' de' det här du kallar kärlek?"    | Svensk          | Er det det her, du kalder kærlighed?         | 5                  | 78                 | Ingen semifinaler           | Ingen semifinaler           |
| 1987               | Lotta Engberg                     | "Boogaloo"                            | Svensk          | —                                            | 12                 | 50                 | Ingen semifinaler           | Ingen semifinaler           |
| 1988               | Tommy Körberg                     | "Stad i ljus"                         | Svensk          | By i lys                                     | 12                 | 52                 | Ingen semifinaler           | Ingen semifinaler           |
| 1989               | Tommy Nilsson                     | "En dag"                              | Svensk          | —                                            | 4                  | 110                | Ingen semifinaler           | Ingen semifinaler           |
| 1990               | Edin-Ådahl                        | "Som en vind"                         | Svensk          | —                                            | 16                 | 24                 | Ingen semifinaler           | Ingen semifinaler           |
| 1991               | Carola                            | "Fångad av en stormvind"              | Svensk          | Fanget af en hvirvelvind                     | 1                  | 146                | Ingen semifinaler           | Ingen semifinaler           |
| 1992               | Christer Björkman                 | "I morgon är en annan dag"            | Svensk          | I morgen er en anden dag                     | 22                 | 9                  | Ingen semifinaler           | Ingen semifinaler           |
| 1993               | Arvingarna                        | "Eloise"                              | Svensk          | —                                            | 7                  | 89                 | Kvalifikacija za Millstreet | Kvalifikacija za Millstreet |
| 1994               | Marie Bergman & Roger Pontare     | "Stjärnorna"                          | Svensk          | Stjernerne                                   | 13                 | 48                 | Ingen semifinaler           | Ingen semifinaler           |
| 1995               | Jan Johansen                      | "Se på mej"                           | Svensk          | Se på mig                                    | 3                  | 100                | Ingen semifinaler           | Ingen semifinaler           |
| 1996               | One More Time                     | "Den vilda"                           | Svensk          | Den vilde                                    | 3                  | 100                | 1                           | 227                         |
| 1997               | Blond                             | "Bara hon älskar mig"                 | Svensk          | Kun hun elsker mig                           | 14                 | 36                 | Ingen semifinaler           | Ingen semifinaler           |
| 1998               | Jill Johnson                      | "Kärleken är"                         | Svensk          | Kærligheden er                               | 10                 | 53                 | Ingen semifinaler           | Ingen semifinaler           |
| 1999               | Charlotte Nilsson                 | "Take Me to Your Heaven"              | Engelsk         | Tag mig til din himmel                       | 1                  | 163                | Ingen semifinaler           | Ingen semifinaler           |
| 2000               | Roger Pontare                     | "When Spirits Are Calling My Name"    | Engelsk         | Når ånder siger mit navn                     | 7                  | 88                 | Ingen semifinaler           | Ingen semifinaler           |
| 2001               | Friends                           | "Listen To Your Heartbeat"            | Engelsk         | Lyt til dit hjerteslag                       | 5                  | 100                | Ingen semifinaler           | Ingen semifinaler           |
| 2002               | Afro-dite                         | "Never Let It Go"                     | Engelsk         | Efterlad det aldrig                          | 8                  | 72                 | Ingen semifinaler           | Ingen semifinaler           |
| 2003               | Fame                              | "Give Me Your Love"                   | Engelsk         | Giv mig din kærlighed                        | 5                  | 107                | Ingen semifinaler           | Ingen semifinaler           |
| 2004               | Lena Philipsson                   | "It Hurts"                            | Engelsk         | Det gør ondt                                 | 5                  | 170                | Top 10 året før             | Top 10 året før             |
| 2005               | Martin Stenmarck                  | "Las Vegas"                           | Engelsk         | —                                            | 19                 | 30                 | Top 10 året før             | Top 10 året før             |
| 2006               | Carola                            | "Invincible"                          | Engelsk         | Uovervindelig                                | 5                  | 170                | 4                           | 214                         |
| 2007               | The Ark                           | "The Worrying Kind"                   | Engelsk         | Den bekymrende slags                         | 18                 | 51                 | Top 10 året før             | Top 10 året før             |
| 2008               | Charlotte Perrelli                | "Hero"                                | Engelsk         | Helt                                         | 18                 | 47                 | 12 †                        | 54                          |
| 2009               | Malena Ernman                     | "La voix"                             | Fransk, engelsk | Stemmen                                      | 21                 | 33                 | 4                           | 105                         |
| 2010               | Anna Bergendahl                   | "This Is My Life"                     | Engelsk         | Dette er mit liv                             | Ikke kvalificeret  | Ikke kvalificeret  | 11                          | 62                          |
| 2011               | Eric Saade                        | "Popular"                             | Engelsk         | Populær                                      | 3                  | 185                | 1                           | 155                         |
| 2012               | Loreen                            | "Euphoria"                            | Engelsk         | Eufori                                       | 1                  | 372                | 1                           | 181                         |
| 2013               | Robin Stjernberg                  | "You"                                 | Engelsk         | Dig                                          | 14                 | 62                 | Værtsland                   | Værtsland                   |
| 2014               | Sanna Nielsen                     | "Undo"                                | Engelsk         | Fortryd                                      | 3                  | 218                | 2                           | 131                         |
| 2015               | Måns Zelmerlöw                    | "Heroes"                              | Engelsk         | Helte                                        | 1                  | 365                | 1                           | 217                         |
| 2016               | Frans                             | "If I Were Sorry"                     | Engelsk         | Hvis jeg var ked af det                      | 5                  | 261                | Værtsland                   | Værtsland                   |
| 2017               | Robin Bengtsson                   | "I Can't Go On"                       | Engelsk         | Jeg kan ikke fortsætte                       | 5                  | 344                | 3                           | 227                         |
| 2018               | Benjamin Ingrosso                 | "Dance You Off"                       | Engelsk         | Danse med dig                                | 7                  | 274                | 2                           | 254                         |
| 2019               | John Lundvik                      | "Too Late for Love"                   | Engelsk         | For sent til kærlighed                       | 5                  | 334                | 3                           | 238                         |
| 2020               | The Mamas                         | "Move"                                | Engelsk         | Flytte                                       | Konkurrence aflyst | Konkurrence aflyst | Konkurrence aflyst          | Konkurrence aflyst          |
| 2021               | Tusse                             | "Voices"                              | Engelsk         | Stemmer                                      | 14                 | 109                | 7                           | 142                         |
| 2022               | Cornelia Jakobs                   | "Hold Me Closer"                      | Engelsk         | Hold mig tættere                             | 4                  | 438                | 1                           | 396                         |
| 2023               | Loreen                            | "Tattoo"                              | Engelsk         | —                                            | 1                  | 583                | 2                           | 135                         |
| 2024               | Marcus & Martinus                 | "Unforgettable"                       | Engelsk         | Uforglemmelig                                | 9                  | 174                | Værtsland                   | Værtsland                   |
| 2025               | KAJ                               | "Bara badu bastu"                     | Svensk, finsk   | Bare gå i sauna                              | 4                  | 321                | 4                           | 118                         |

† Sverige var blevet valgt af en backup jury til at gå videre til finalen

## Pointstatistik (1958-2025)

### Flest point til og fra - top 5
NB: Kun point givet i finalerne er talt med.
| Sverige har givet flest point til | Sverige har givet flest point til | Sverige har givet flest point til |
| Placering                         | Land                              | Point                             |
| --------------------------------- | --------------------------------- | --------------------------------- |
| 1                                 | Norge                             | 271                               |
| 2                                 | Irland                            | 231                               |
| 3                                 | Danmark                           | 214                               |
| 4                                 | Storbritannien                    | 194                               |
| 5                                 | Finland                           | 193                               |

| Sverige har modtaget flest point fra | Sverige har modtaget flest point fra | Sverige har modtaget flest point fra |
| Placering                            | Land                                 | Point                                |
| ------------------------------------ | ------------------------------------ | ------------------------------------ |
| 1                                    | Norge                                | 452                                  |
| 2                                    | Danmark                              | 428                                  |
| 3                                    | Finland                              | 352                                  |
| 4                                    | Island                               | 297                                  |
| 5                                    | Storbritannien                       | 270                                  |

### 12 point til og fra
NB: Kun 12 point givet i finalerne er talt med.
| Sverige har modtaget 12 point fra | Sverige har modtaget 12 point fra | Sverige har modtaget 12 point fra |
| År                                | Jury | Televoting                        |
| --------------------------------- | --- | --------------------------------- |
| 1981                              | Frankrig | Ingen separat televoting          |
| 1983                              | Norge, Tyskland | Ingen separat televoting          |
| 1984                              | Cypern, Danmark, Irland, Tyskland, Østrig | Ingen separat televoting          |
| 1985                              | Finland, Norge | Ingen separat televoting          |
| 1986                              | Island, Schweiz | Ingen separat televoting          |
| 1987                              | Israel | Ingen separat televoting          |
| 1988                              | Norge | Ingen separat televoting          |
| 1989                              | Danmark, Jugoslavien, Østrig | Ingen separat televoting          |
| 1991                              | Danmark, Island, Storbritannien, Tyskland | Ingen separat televoting          |
| 1995                              | Danmark, Irland, Tyskland | Ingen separat televoting          |
| 1996                              | Irland | Ingen separat televoting          |
| 1998                              | Estland | Ingen separat televoting          |
| 1999                              | Bosnien-Hercegovina, Estland, Malta, Norge, Storbritannien | Ingen separat televoting          |
| 2000                              | Tyrkiet | Ingen separat televoting          |
| 2002                              | Bosnien-Hercegovina | Ingen separat televoting          |
| 2003                              | Rumænien | Ingen separat televoting          |
| 2004                              | Danmark, Finland, Irland, Norge | Ingen separat televoting          |
| 2007                              | Danmark, Norge | Ingen separat televoting          |
| 2008                              | Malta | Ingen separat televoting          |
| 2011                              | Estland, Israel | Ingen separat televoting          |
| 2012                              | Belgien, Danmark, Estland, Finland, Frankrig, Holland, Irland, Island, Israel, Letland, Norge, Rusland, Slovakiet, Spanien, Storbritannien, Tyskland, Ungarn, Østrig | Ingen separat televoting          |
| 2013                              | Norge | Ingen separat televoting          |
| 2014                              | Danmark, Rumænien, Ukraine | Ingen separat televoting          |
| 2015                              | Australien, Belgien, Danmark, Finland, Island, Italien, Letland, Norge, Polen, Schweiz, Slovenien, Storbritannien                                                    | Ingen separat televoting          |
| 2016                              | Estland, Finland, Tjekkiet | Danmark, · Island                 |
| 2017                              | Belgien, Danmark, Finland | Danmark                           |
| 2018                              | Armenien, Australien, Cypern, Georgien, Letland, Serbien, Slovenien, Tyskland                                                                                        | Modtog ikke 12 point              |
| 2019                              | Armenien, Australien, Danmark, Estland, Finland, Holland, Irland, Island, Spanien, Tjekkiet                                                                          | Norge                             |
| 2022                              | Estland, Finland, Island, Israel, Storbritannien | Modtog ikke 12 point              |
| 2023                              | Albanien, Cypern, Danmark, Estland, Finland, Holland, Irland, Israel, Litauen, Malta, Moldova, Spanien, Storbritannien, Tyskland, Ukraine                            | Modtog ikke 12 point              |
| 2024                              | Tyskland | Modtog ikke 12 point              |
| 2025                              | Island | Danmark, Estland, Finland, Norge  |

| Sverige har givet 12 point til | Sverige har givet 12 point til | Sverige har givet 12 point til |
| År                             | Jury                           | Televoting                     |
| ------------------------------ | ------------------------------ | ------------------------------ |
| 1975                           | Holland                        | Ingen separat televoting       |
| 1977                           | Irland                         | Ingen separat televoting       |
| 1978                           | Monaco                         | Ingen separat televoting       |
| 1979                           | Israel                         | Ingen separat televoting       |
| 1980                           | Storbritannien                 | Ingen separat televoting       |
| 1981                           | Tyskland                       | Ingen separat televoting       |
| 1982                           | Jugoslavien                    | Ingen separat televoting       |
| 1983                           | Storbritannien                 | Ingen separat televoting       |
| 1984                           | Irland                         | Ingen separat televoting       |
| 1985                           | Norge                          | Ingen separat televoting       |
| 1986                           | Schweiz                        | Ingen separat televoting       |
| 1987                           | Irland                         | Ingen separat televoting       |
| 1988                           | Schweiz                        | Ingen separat televoting       |
| 1989                           | Danmark                        | Ingen separat televoting       |
| 1990                           | Irland                         | Ingen separat televoting       |
| 1991                           | Malta                          | Ingen separat televoting       |
| 1992                           | Malta                          | Ingen separat televoting       |
| 1993                           | Irland                         | Ingen separat televoting       |
| 1994                           | Ungarn                         | Ingen separat televoting       |
| 1995                           | Danmark                        | Ingen separat televoting       |
| 1996                           | Estland                        | Ingen separat televoting       |
| 1997                           | Storbritannien                 | Ingen separat televoting       |
| 1998                           | Norge                          | Ingen separat televoting       |
| 1999                           | Island                         | Ingen separat televoting       |
| 2000                           | Danmark                        | Ingen separat televoting       |
| 2001                           | Grækenland                     | Ingen separat televoting       |
| 2002                           | Estland                        | Ingen separat televoting       |
| 2003                           | Norge                          | Ingen separat televoting       |
| 2004                           | Serbien og Montenegro          | Ingen separat televoting       |
| 2005                           | Grækenland                     | Ingen separat televoting       |
| 2006                           | Finland                        | Ingen separat televoting       |
| 2007                           | Finland                        | Ingen separat televoting       |
| 2008                           | Norge                          | Ingen separat televoting       |
| 2009                           | Norge                          | Ingen separat televoting       |
| 2010                           | Tyskland                       | Ingen separat televoting       |
| 2011                           | Irland                         | Ingen separat televoting       |
| 2012                           | Cypern                         | Ingen separat televoting       |
| 2013                           | Norge                          | Ingen separat televoting       |
| 2014                           | Østrig                         | Ingen separat televoting       |
| 2015                           | Australien                     | Ingen separat televoting       |
| 2016                           | Australien                     | Australien                     |
| 2017                           | Portugal                       | Belgien                        |
| 2018                           | Cypern                         | Danmark                        |
| 2019                           | Holland                        | Norge                          |
| 2021                           | Malta                          | Finland                        |
| 2022                           | Spanien                        | Ukraine                        |
| 2023                           | Finland                        | Finland                        |
| 2024                           | Schweiz                        | Israel                         |
| 2025                           | Østrig                         | Israel                         |

### Flest point til og fra - alle lande
NB: Kun point givet i finalerne er talt med.
| Sverige har givet point til | Sverige har givet point til | Sverige har givet point til |
| Placering                   | Land                        | Point                       |
| --------------------------- | --------------------------- | --------------------------- |
| 1                           | Norge                       | 271                         |
| 2                           | Irland                      | 231                         |
| 3                           | Danmark                     | 214                         |
| 4                           | Storbritannien              | 194                         |
| 5                           | Finland                     | 193                         |
| 6                           | Frankrig                    | 188                         |
| 7                           | Tyskland                    | 150                         |
| 8                           | Island                      | 142                         |
| 9                           | Schweiz                     | 137                         |
| 10                          | Holland                     | 135                         |
| 11                          | Israel                      | 132                         |
| 12                          | Italien                     | 119                         |
| 13                          | Østrig                      | 113                         |
| 14                          | Estland                     | 101                         |
| 15                          | Belgien                     | 93                          |
| 16                          | Malta                       | 89                          |
| 17                          | Luxembourg                  | 83                          |
| 18                          | Spanien                     | 80                          |
| 19                          | Australien                  | 76                          |
| =                           | Portugal                    | 76                          |
| 21                          | Bosnien-Hercegovina         | 74                          |
| 22                          | Cypern                      | 72                          |
| 23                          | Ukraine                     | 71                          |
| 24                          | Grækenland                  | 69                          |
| 25                          | Rusland                     | 57                          |
| 26                          | Tyrkiet                     | 54                          |
| 27                          | Monaco                      | 47                          |
| 28                          | Serbien                     | 46                          |
| 29                          | Jugoslavien                 | 45                          |
| 30                          | Ungarn                      | 39                          |
| 31                          | Kroatien                    | 37                          |
| 32                          | Aserbajdsjan                | 36                          |
| 33                          | Polen                       | 34                          |
| 34                          | Litauen                     | 32                          |
| 35                          | Letland                     | 26                          |
| =                           | Rumænien                    | 26                          |
| 37                          | Bulgarien                   | 24                          |
| 38                          | Albanien                    | 19                          |
| =                           | Armenien                    | 19                          |
| 40                          | Moldova                     | 18                          |
| =                           | Slovenien                   | 18                          |
| =                           | Tjekkiet                    | 18                          |
| 43                          | Serbien og Montenegro       | 16                          |
| 44                          | Georgien                    | 6                           |
| 45                          | Montenegro                  | 2                           |
| =                           | Nordmakedonien              | 2                           |
| 47                          | Andorra                     | 0                           |
| =                           | Hviderusland                | 0                           |
| =                           | Marokko                     | 0                           |
| =                           | San Marino                  | 0                           |
| =                           | Slovakiet                   | 0                           |

| Sverige har modtaget point fra | Sverige har modtaget point fra | Sverige har modtaget point fra |
| Placering                      | Land                           | Point                          |
| ------------------------------ | ------------------------------ | ------------------------------ |
| 1                              | Norge                          | 452                            |
| 2                              | Danmark                        | 428                            |
| 3                              | Finland                        | 352                            |
| 4                              | Island                         | 297                            |
| 5                              | Storbritannien                 | 270                            |
| 6                              | Estland                        | 253                            |
| 7                              | Irland                         | 244                            |
| 8                              | Tyskland                       | 243                            |
| 9                              | Holland                        | 228                            |
| 10                             | Belgien                        | 222                            |
| 11                             | Østrig                         | 213                            |
| 12                             | Schweiz                        | 207                            |
| 13                             | Israel                         | 206                            |
| 14                             | Spanien                        | 197                            |
| 15                             | Malta                          | 189                            |
| 16                             | Portugal                       | 167                            |
| 17                             | Frankrig                       | 163                            |
| 18                             | Letland                        | 156                            |
| 19                             | Cypern                         | 149                            |
| 20                             | Slovenien                      | 148                            |
| 21                             | Litauen                        | 142                            |
| 22                             | Polen                          | 137                            |
| 23                             | Australien                     | 107                            |
| 24                             | Italien                        | 105                            |
| 25                             | Rumænien                       | 101                            |
| 26                             | Moldova                        | 100                            |
| =                              | Tjekkiet                       | 100                            |
| 28                             | Armenien                       | 95                             |
| 29                             | Albanien                       | 89                             |
| =                              | Grækenland                     | 89                             |
| 31                             | Luxembourg                     | 84                             |
| =                              | Serbien                        | 84                             |
| =                              | Tyrkiet                        | 84                             |
| 34                             | Ukraine                        | 83                             |
| 35                             | Kroatien                       | 75                             |
| 36                             | Georgien                       | 73                             |
| 37                             | Ungarn                         | 71                             |
| 38                             | Jugoslavien                    | 70                             |
| 39                             | Aserbajdsjan                   | 66                             |
| 40                             | San Marino                     | 63                             |
| 41                             | Nordmakedonien                 | 58                             |
| 42                             | Hviderusland                   | 53                             |
| 43                             | Bosnien-Hercegovina            | 52                             |
| 44                             | Rusland                        | 49                             |
| 45                             | Montenegro                     | 37                             |
| 46                             | Monaco                         | 28                             |
| 47                             | Slovakiet                      | 26                             |
| 48                             | Bulgarien                      | 20                             |
| 49                             | Andorra                        | 17                             |
| 50                             | Marokko                        | 6                              |
| 51                             | Serbien og Montenegro          | 5                              |

## Vært
| År   | By        | Scene           | Værter                                |
| ---- | --------- | --------------- | ------------------------------------- |
| 1975 | Stockholm | St Eriksmässan  | Karin Falck                           |
| 1985 | Göteborg  | Scandinavium    | Lill Lindfors                         |
| 1992 | Malmø     | Malmö Isstadion | Harald Treutiger & Lydia Cappolicchio |
| 2000 | Stockholm | Globen          | Kattis Ahlström & Anders Lundin       |
| 2013 | Malmø     | Malmö Arena     | Petra Mede & Eric Saade               |
| 2016 | Stockholm | Ericsson Globe  | Måns Zelmerlöw & Petra Mede           |
| 2024 | Malmø     | Malmö Arena     | Petra Mede & Malin Åkerman            |

## Kommentatorer og jurytalsmænd
| År   | Kommentator                                              | Jurytalsmand           |
| ---- | -------------------------------------------------------- | ---------------------- |
| 1957 | Nils Linnman                                             | Deltog ikke            |
| 1958 | Jan Gabrielsson                                          | Tage Danielsson        |
| 1959 | Jan Gabrielsson                                          | Roland Eiworth         |
| 1960 | Jan Gabrielsson                                          | Tage Danielsson        |
| 1961 | Jan Gabrielsson                                          | Roland Eiworth         |
| 1962 | Jan Gabrielsson                                          | Tage Danielsson        |
| 1963 | Jörgen Cederberg                                         | Edvard Matz            |
| 1964 | Sven Lindahl                                             | Deltog ikke            |
| 1965 | Berndt Friberg                                           | Edvard Matz            |
| 1966 | Sven Lindahl                                             | Edvard Matz            |
| 1967 | Christina Hansegård                                      | Edvard Matz            |
| 1968 | Christina Hansegård                                      | Edvard Matz            |
| 1969 | Christina Hansegård                                      | Edvard Matz            |
| 1970 | Ingen udsendelse                                         | Deltog ikke            |
| 1971 | Åke Strömmer                                             | Ingen jurytalsmand     |
| 1972 | Bo Billtén                                               | Ingen jurytalsmand     |
| 1973 | Alicia Lundberg                                          | Ingen jurytalsmand     |
| 1974 | Johan Sandström                                          | Sven Lindahl           |
| 1975 | Åke Strömmer                                             | Sven Lindahl           |
| 1976 | Ingen udsendelse                                         | Deltog ikke            |
| 1977 | Ulf Elfving                                              | Sven Lindahl           |
| 1978 | Ulf Elfving                                              | Sven Lindahl           |
| 1979 | Ulf Elfving                                              | Sven Lindahl           |
| 1980 | Ulf Elfving                                              | Arne Weise             |
| 1981 | Ulf Elfving                                              | Bengteric Nordell      |
| 1982 | Ulf Elfving                                              | Arne Weise             |
| 1983 | Ulf Elfving                                              | Agneta Bolme-Börjefors |
| 1984 | Fredrik Belfrage                                         | Agneta Bolme-Börjefors |
| 1985 | Fredrik Belfrage                                         | Agneta Bolme-Börjefors |
| 1986 | Ulf Elfving                                              | Agneta Bolme-Börjefors |
| 1987 | Fredrik Belfrage                                         | Jan Ellerås            |
| 1988 | Bengt Grafström                                          | Maud Uppling           |
| 1989 | Jacob Dahlin                                             | Agneta Bolme-Börjefors |
| 1990 | Jan Jingryd                                              | Jan Ellerås            |
| 1991 | Harald Treutiger                                         | Bo Hagström            |
| 1992 | Björn Kjellman & Jesper Aspegren                         | Jan Jingryd            |
| 1993 | Jan Jingryd & Kåge Gimtell                               | Gösta Hanson           |
| 1994 | Pekka Heino                                              | Marianne Anderberg     |
| 1995 | Pernilla Månsson & Kåge Gimtell                          | Björn Hedman           |
| 1996 | Björn Kjellman                                           | Ulla Rundqvist         |
| 1997 | Jan Jingryd                                              | Gösta Hanson           |
| 1998 | Pernilla Månsson & Christer Björkman                     | Björn Hedman           |
| 1999 | Pekka Heino & Anders Berglund                            | Pontus Gårdinger       |
| 2000 | Pernilla Månsson & Christer Lundh                        | Malin Ekander          |
| 2001 | Henrik Olsson                                            | Josefine Sundström     |
| 2002 | Claes Åkesson & Christer Björkman                        | Kristin Kaspersen      |
| 2003 | Pekka Heino                                              | Kattis Ahlström        |
| 2004 | Pekka Heino                                              | Jovan Radomir          |
| 2005 | Pekka Heino                                              | Annika Jankell         |
| 2006 | Pekka Heino                                              | Jovan Radomir          |
| 2007 | Kristian Luuk & Josef Sterzenbach                        | André Pops             |
| 2008 | Kristian Luuk & Josef Sterzenbach                        | Björn Gustafsson       |
| 2009 | Edward af Sillén & Shirley Clamp                         | Sarah Dawn Finer       |
| 2010 | Edward af Sillén & Christine Meltzer                     | Eric Saade             |
| 2011 | Edward af Sillén & Hélène Benno                          | Danny Saucedo          |
| 2012 | Edward af Sillén & Gina Dirawi                           | Sarah Dawn Finer       |
| 2013 | Josefine Sundström                                       | Yohio                  |
| 2014 | Edward af Sillén & Malin Olsson                          | Alcazar                |
| 2015 | Edward af Sillén & Sanna Nielsen                         | Mariette Hansson       |
| 2016 | Lotta Bromé                                              | Gina Dirawi            |
| 2017 | Edward af Sillén & Måns Zelmerlöw                        | Wiktoria               |
| 2018 | Edward af Sillén & Sanna Nielsen                         | Felix Sandman          |
| 2019 | Edward af Sillén & Charlotte Perrelli                    | Eric Saade             |
| 2021 | Edward af Sillén & Christer Björkman                     | Carola                 |
| 2022 | Edward af Sillén (Alle shows) Linnea Henriksson (Finale) | Dotter                 |
| 2023 | Edward af Sillén (Alle shows) Måns Zelmerlöw (Finale)    | Farah Abadi            |
| 2024 | Edward af Sillén & Tina Mehrafzoon                       | Frans Jeppsson Wall    |
| 2025 | Edward af Sillén (Alle shows) Petra Mede (Finale)        | Keyyo                  |

## Galleri
- Loreen i Liverpool (2023)